# Mumie se vrací
Mumie se vrací (v anglickém originále The Mummy Returns) je americký dobrodružný film Stephena Sommerse z roku 2001 v hlavních rolích s Brendanem Fraserem a Rachel Weisz. Film navazuje na o dva roky starší snímek Mumie, jenž se odehrává primárně v roce 1926, zatímco Mumie se vrací se odehrává o sedm let později, v roce 1933.
Mumie se vrací inspirovala prequel z roku 2002 Král Škorpion, jenž se odehrává o 5 000 let dříve a jehož titulní postava ztvárněná Dwaynem Johnsonem byla představena právě v Mumii se vrací. Na snímek navázalo v roce 2008 pokračování Mumie: Hrob Dračího císaře.

## Děj
V roce 3067 př. n. l. v egyptských Thébách vede válečník známý jako Král Škorpion svou armádu k dobytí známého světa. Ta je ale poražena a prchá do pouště Ahm Shere, ale po cestě postupně vymírá. Až zbude jen Král Škorpion a sám nemá daleko ke smrti, tak požádá boha Anubise o pomoc při porážce nepřátel výměnou za svou duši. Ten jeho přání vyslyší a vytvoří oázu, kde se zachrání, schová se jeho pyramida, a postaví ho do čela Anubisovy armády. Když Škorpion svého cíle dosáhne, Anubis si vezme jeho duši a jeho armáda se obrátí v prach, ze kterého vznikla.
Asi o 5000 let později, v roce 1933, prozkoumávají Evelyn a Rick O'Connellovi spolu se svým synem Alexem jinou pyramidu, kde naleznou Anubisův náramek a přijdou do kontaktu se třemi lotry. Když se vrátí do Londýna, Alex si Anubisův náramek nasadí a ten mu ukáže cestu do oázy Ahm Shere. Právě probíhá egyptský rok škorpiona, takže Alex má sedm dní na to, aby se tam dostal, jinak ho náramek, který si teď nemůže sundat, osmý den při východu slunce zabije. Ve stejnou chvíli oživne Král Škorpion a Anubisova armáda.
Alex je unesen egyptskou sektou, která oživila Imhotepa, velekněžího z předchozího dílu. Jen on může Škorpiona porazit a převzít moc nad jeho armádou. Sektu vede kurátor Britského muzea Baltus Hafez a její součástí je i Meela Nais, reinkarnace Imhotepovy lásky Anck-su-namun. Alexovi rodiče spolu s Evelyniným bratrem Jonathanem a dávným přítelem medžájem Ardethem Bayem se ho vydají zachránit. Rick požádá o pomoc také dávného přítele Izzyho, pilota vzducholodi, který jim zajistí dopravu.
Instrukce, jak se dostat do Ahm Shere dostává Alex postupně. Na každém dalším místě zároveň nechává stopu k dalšímu místu pro své rodiče. Ardeth posílá zprávu 12 medžájským vůdcům, aby shromáždili armádu a připravili se k boji proti vzkříšené Anubisově armádě. Zároveň z každého místa, kam je ho společně s Evelyn, Rickem, Johnathanem a Izzym zavede Alex, pošle zprávu o postupu. Během cesty vyjdou najevo neznámé části Evelyniny i Rickovi minulosti. Evelyn byla v minulém životě dcerou faraona Setiho I., která střežila Anubisův náramek, a Rick je medžáj, který má chránit Evelyn. Mezitím Imhotep povolá z podsvětí duši Anck-su-namun a umístí ji do Meely Nais.
Když obě skupiny dorazí do oázy, kde se nachází Škorpionova pyramida, lidé ze sekty jsou napadeni mumifikovanými pygmeji a Rickem, Evelyn, Jonathanem a Ardethem. Všichni z příslušníků sekty jsou zavražděni mimo jejich vůdce Hafeza. Rick potom zachrání Alexe a donese ho do pyramidy těsně před svítáním, aby ho náramek nezabil. Alex je pak konečně schopen ho sundat. Před pyramidu pak ale dorazí Imhotep a Anck-su-namun, která Evelyn probodne a ta zemře. Hafez sebere náramek a použije ho k oživení Anubisovy armády, které se pak postaví medžájové.
Když Imhotep vejde do pyramidy, aby se postavil Škorpionovi, přijde o svou moc - Anubis chce, aby se mu postavil jako smrtelník. Přidá se k nim i Rick. Král Škorpion je nyní z poloviny člověk a z poloviny škorpion. Imhotep pak ztratí odvahu a slíbí Škorpionovi poslušnost, a tak se Škorpion zaměří na Ricka. Mezitím Jonathan zaměstná Ankc-su-namun, zatímco Alex použije Knihu mrtvých, aby oživil svou matku. Ta se pak dá do boje s Anck-su-namun. Ve stejné době Ardeth s ostatními medžáji porazí první vlnu Anubisovy armády, ale pak se objeví její další část - tentokrát mnohem větší, ale i tak jsou připraveni se jí postavit a položit svůj život.
Rick mezitím podle nástěnných maleb přijde na to, že Škorpiona může zabít Osiridovým kopím, které má celou dobu u sebe Jonathan. Když ho Jonathan Rickovi hází, chytne ho Imhotep. Rick ho ale pak od Imhotepa získá a Škorpiona porazí a pak jemu i jeho armádě přikáže, aby se vrátili zpátky do podsvětí - těsně předtím, než se armáda dostane k medžájům. Škorpionův chrám se pak začne hroutit a všichni se chystají utéct, ale otevře se brána do podsvětí - do které spadnou Imhotep i Rick. Ricka zachrání Evelyn, i když on sám ji posílá pryč, aby zachránila sebe a Alexe. O proti tomu Anck-su-namun nechá Imhotepa zemřít i přes jeho žádosti o pomoc. Sama je pak sežrána masožravými skaraby. Rick, Evelyn, Jonathan a Alex se dostanou na vrchol pyramidy, kam pro ně přiletí Izzy. Rodina se potom rozloučí s Ardethem a film končí.

## Obsazení
| Brendan Fraser           | Rick O'Connell                                      |
| Rachel Weisz             | Evelyn Carnahanová O'Connellová/princezna Nefertiri |
| John Hannah              | Jonathan Carnahan                                   |
| Freddie Boath            | Alex O'Connell                                      |
| Oded Fehr                | Ardeth Bay                                          |
| Arnold Vosloo            | Imhotep                                             |
| Patricia Velásquez       | Meela Nais/Anck-su-namun                            |
| Alun Armstrong           | Baltus Hafez                                        |
| Adewale Akinnuoye-Agbaje | Lock-Nah                                            |
| Shaun Parkes             | Izzy Buttons                                        |
| Dwayne Johnson           | král Škorpion                                       |

## Ohlas
Snímek se stal filmovým hitem roku 2001 a vydělal více peněz než první díl. Oproti tomu reakce kritiky byly smíšené. Na Rotten Tomatoes má Mumie se vrací 47% na základě 131 hodnocení. Metacritic zase uvádí 48 bodů ze 100 na základě 31 hodnocení.